# Samenstelling Belgische Senaat 1950-1954
De lijst van leden van de Belgische Senaat van 1950 tot 1954. De Senaat telde toen 175 zetels. Op 4 juni 1950 werden 106 senatoren rechtstreeks verkozen. Het nationale kiesstelsel was in die periode gebaseerd op algemeen enkelvoudig stemrecht voor alle Belgen van 21 jaar en ouder, volgens een systeem van evenredige vertegenwoordiging op basis van de methode-D'Hondt, gecombineerd met een districtenstelsel. Daarnaast waren er ook 46 provinciale senatoren, aangeduid door de provincieraden en 23 gecoöpteerde senatoren.  
De legislatuur liep van 20 juni 1950 tot 12 maart 1954. Tijdens deze legislatuur waren achtereenvolgens de regering-Duvieusart (juni - augustus 1950), de regering-Pholien (augustus 1950 - januari 1952) en de regering-Van Houtte (januari 1952 - april 1954) in functie, steunend op een absolute meerderheid van CVP-PSC. De oppositie bestond dus uit BSP-PSB, de Liberale Partij en KPB-PCB.

## Samenstelling
| Fractie | Fractie         | Rechtstr. | Prov. | Gec. | Totaal |
| ------- | --------------- | --------- | ----- | ---- | ------ |
|         | CVP-PSC         | 54        | 25    | 12   | 91     |
|         | BSP-PSB         | 37        | 17    | 8    | 62     |
|         | Liberale Partij | 12        | 4     | 3    | 19     |
|         | KPB-PCB         | 3         | 0     | 0    | 3      |

## Lijst van de senatoren
| Senator                         | Partij  | Aanduiding                   | Kieskring                                   | Provincie       | Opmerkingen |
| ------------------------------- | ------- | ---------------------------- | ------------------------------------------- | --------------- | --- |
| Hubert Wyn                      | BSP-PSB | Rechtstreeks gekozen senator | Antwerpen                                   | -               | |
| Gerard Somers                   | BSP-PSB | Rechtstreeks gekozen senator | Antwerpen                                   | -               | Vervangt vanaf 19 februari 1953 de overleden Edward Van Eyndonck. Van Eyndonck was secretaris tot aan zijn dood op 3 februari 1953. |
| Florent De Boey                 | BSP-PSB | Rechtstreeks gekozen senator | Antwerpen                                   | -               | Vervangt vanaf 20 mei 1952 de overleden Herman Vos. |
| Joseph Craeybeckx               | BSP-PSB | Rechtstreeks gekozen senator | Antwerpen                                   | -               | |
| Jozef Jespers                   | CVP-PSC | Rechtstreeks gekozen senator | Antwerpen                                   | -               | Secretaris vanaf 10 oktober 1950. |
| Aloïs Sledsens                  | CVP-PSC | Rechtstreeks gekozen senator | Antwerpen                                   | -               | |
| Maurice Verbaet                 | CVP-PSC | Rechtstreeks gekozen senator | Antwerpen                                   | -               | |
| Joseph Clynmans                 | CVP-PSC | Rechtstreeks gekozen senator | Antwerpen                                   | -               | |
| Karel Tobback                   | CVP-PSC | Rechtstreeks gekozen senator | Antwerpen                                   | -               | |
| Albert Lilar                    | LP      | Rechtstreeks gekozen senator | Antwerpen                                   | -               | |
| Jozef Verbert                   | BSP-PSB | Rechtstreeks gekozen senator | Mechelen-Turnhout                           | -               | |
| Petrus Klockaerts               | CVP-PSC | Rechtstreeks gekozen senator | Mechelen-Turnhout                           | -               | |
| Jozef Van In                    | CVP-PSC | Rechtstreeks gekozen senator | Mechelen-Turnhout                           | -               | |
| August De Boodt                 | CVP-PSC | Rechtstreeks gekozen senator | Mechelen-Turnhout                           | -               | Secretaris tot 16 augustus 1950. |
| Edmond Leysen                   | CVP-PSC | Rechtstreeks gekozen senator | Mechelen-Turnhout                           | -               | |
| Gabrielle Cools-Tambuyser       | CVP-PSC | Rechtstreeks gekozen senator | Mechelen-Turnhout                           | -               | Vervangt vanaf 27 januari 1954 de overleden Paul Van Roosbroeck. |
| Edmond Machtens                 | BSP-PSB | Rechtstreeks gekozen senator | Brussel                                     | -               | |
| Piet Vermeylen                  | BSP-PSB | Rechtstreeks gekozen senator | Brussel                                     | -               | |
| Amédée Doutrepont               | BSP-PSB | Rechtstreeks gekozen senator | Brussel                                     | -               | Quaestor. |
| Jeanne Vandervelde-Beeckman     | BSP-PSB | Rechtstreeks gekozen senator | Brussel                                     | -               | |
| Louis Van Hooveld               | BSP-PSB | Rechtstreeks gekozen senator | Brussel                                     | -               | |
| William Van Remoortel           | BSP-PSB | Rechtstreeks gekozen senator | Brussel                                     | -               | |
| Jean Taillard                   | KPB-PCB | Rechtstreeks gekozen senator | Brussel                                     | -               | |
| Paul Struye                     | CVP-PSC | Rechtstreeks gekozen senator | Brussel                                     | -               | Senaatsvoorzitter en voorzitter van de commissie Buitenlandse Zaken en Buitenlandse Handel. |
| Emiel De Winter                 | CVP-PSC | Rechtstreeks gekozen senator | Brussel                                     | -               | |
| Edouard Descampe                | CVP-PSC | Rechtstreeks gekozen senator | Brussel                                     | -               | |
| Maurits Van Hemelrijck          | CVP-PSC | Rechtstreeks gekozen senator | Brussel                                     | -               | |
| Etienne de la Vallée Poussin    | CVP-PSC | Rechtstreeks gekozen senator | Brussel                                     | -               | |
| Marcel Decoene                  | CVP-PSC | Rechtstreeks gekozen senator | Brussel                                     | -               | |
| Octave Dierckx                  | LP      | Rechtstreeks gekozen senator | Brussel                                     | -               | |
| Oscar Bossaert                  | LP      | Rechtstreeks gekozen senator | Brussel                                     | -               | Vervangt vanaf 9 februari 1954 de overleden Julius Hoste. |
| Robert Catteau                  | LP      | Rechtstreeks gekozen senator | Brussel                                     | -               | Ondervoorzitter. |
| Karel Roelandts                 | BSP-PSB | Rechtstreeks gekozen senator | Leuven                                      | -               | |
| Maurice Schot                   | CVP-PSC | Rechtstreeks gekozen senator | Leuven                                      | -               | |
| Hendrik Delport                 | CVP-PSC | Rechtstreeks gekozen senator | Leuven                                      | -               | Voorzitter van de commissie Verkeerswezen. |
| Frans Van der Borght            | CVP-PSC | Rechtstreeks gekozen senator | Leuven                                      | -               | |
| René Delor                      | BSP-PSB | Rechtstreeks gekozen senator | Nijvel                                      | -               | |
| Pierre Warnant                  | LP      | Rechtstreeks gekozen senator | Nijvel                                      | -               | |
| Robert Ancot                    | CVP-PSC | Rechtstreeks gekozen senator | Brugge                                      | -               | |
| Gerard Neels                    | CVP-PSC | Rechtstreeks gekozen senator | Brugge                                      | -               | |
| Polydore-Gentiel Holvoet        | LP      | Rechtstreeks gekozen senator | Veurne-Diksmuide-Oostende                   | -               | |
| Marcel Sobry                    | CVP-PSC | Rechtstreeks gekozen senator | Veurne-Diksmuide-Oostende                   | -               | |
| Ghislain D'Hondt                | BSP-PSB | Rechtstreeks gekozen senator | Roeselare-Tielt                             | -               | |
| Emile Allewaert                 | CVP-PSC | Rechtstreeks gekozen senator | Roeselare-Tielt                             | -               | |
| René Desmedt                    | CVP-PSC | Rechtstreeks gekozen senator | Roeselare-Tielt                             | -               | |
| Joseph Clays                    | BSP-PSB | Rechtstreeks gekozen senator | Kortrijk-Ieper                              | -               | |
| Jean Beaucarne                  | BSP-PSB | Rechtstreeks gekozen senator | Kortrijk-Ieper                              | -               | |
| Gilbert Mullie                  | CVP-PSC | Rechtstreeks gekozen senator | Kortrijk-Ieper                              | -               | Ondervoorzitter en voorzitter van de commissie Landbouw. |
| Robert De Man                   | CVP-PSC | Rechtstreeks gekozen senator | Kortrijk-Ieper                              | -               | Quaestor en voorzitter van de commissie Wederopbouw. |
| Remi Wallays                    | CVP-PSC | Rechtstreeks gekozen senator | Kortrijk-Ieper                              | -               | |
| Gaston Crommen                  | BSP-PSB | Rechtstreeks gekozen senator | Gent-Eeklo                                  | -               | Secretaris vanaf 12 februari 1953. |
| Emile Vergeylen                 | BSP-PSB | Rechtstreeks gekozen senator | Gent-Eeklo                                  | -               | |
| Edmond Ronse                    | CVP-PSC | Rechtstreeks gekozen senator | Gent-Eeklo                                  | -               | |
| Paul Van Steenberge             | CVP-PSC | Rechtstreeks gekozen senator | Gent-Eeklo                                  | -               | |
| Albert Kluyskens                | CVP-PSC | Rechtstreeks gekozen senator | Gent-Eeklo                                  | -               | |
| Frank Baur                      | CVP-PSC | Rechtstreeks gekozen senator | Gent-Eeklo                                  | -               | |
| Albert Mariën                   | LP      | Rechtstreeks gekozen senator | Gent-Eeklo                                  | -               | Voorzitter van de commissie Economische Zaken en Middenstand. |
| Alfons Pincé                    | BSP-PSB | Rechtstreeks gekozen senator | Dendermonde-Sint-Niklaas                    | -               | |
| Willy Van Gerven                | CVP-PSC | Rechtstreeks gekozen senator | Dendermonde-Sint-Niklaas                    | -               | |
| Liban Van Laeys                 | CVP-PSC | Rechtstreeks gekozen senator | Dendermonde-Sint-Niklaas                    | -               | |
| Theofiel Van Peteghem           | CVP-PSC | Rechtstreeks gekozen senator | Dendermonde-Sint-Niklaas                    | -               | |
| Guillaume Denauw                | BSP-PSB | Rechtstreeks gekozen senator | Oudenaarde-Aalst                            | -               | |
| Edgard Van Oudenhove            | CVP-PSC | Rechtstreeks gekozen senator | Oudenaarde-Aalst                            | -               | |
| Maurice Santens                 | CVP-PSC | Rechtstreeks gekozen senator | Oudenaarde-Aalst                            | -               | |
| Karel De Haeck                  | CVP-PSC | Rechtstreeks gekozen senator | Oudenaarde-Aalst                            | -               | |
| Hyacinthe Harmegnies            | BSP-PSB | Rechtstreeks gekozen senator | Bergen-Zinnik                               | -               | Voorzitter van de commissie Binnenlandse Zaken. |
| Léon Duray                      | BSP-PSB | Rechtstreeks gekozen senator | Bergen-Zinnik                               | -               | |
| Eugène Debaise                  | BSP-PSB | Rechtstreeks gekozen senator | Bergen-Zinnik                               | -               | Vervangt vanaf 27 juni 1950 Roger Roch, die verkiest om niet te zetelen. |
| Joseph Bouilly                  | BSP-PSB | Rechtstreeks gekozen senator | Bergen-Zinnik                               | -               | Secretaris. |
| Henri de la Barre d'Erquelinnes | CVP-PSC | Rechtstreeks gekozen senator | Bergen-Zinnik                               | -               | Quaestor. |
| René Binot                      | LP      | Rechtstreeks gekozen senator | Bergen-Zinnik                               | -               | |
| Albert Moulin                   | BSP-PSB | Rechtstreeks gekozen senator | Doornik-Aat                                 | -               | |
| Simon Flamme                    | BSP-PSB | Rechtstreeks gekozen senator | Doornik-Aat                                 | -               | |
| Vincent Cossée de Maulde        | CVP-PSC | Rechtstreeks gekozen senator | Doornik-Aat                                 | -               | Voorzitter van de commissie Landsverdediging. |
| Jean-Baptiste Cornez            | BSP-PSB | Rechtstreeks gekozen senator | Charleroi-Thuin                             | -               | Vervangt vanaf 6 mei 1952 Emile Cambier, die voltijds burgemeester van Haine-Saint-Pierre wordt. Cambier zelf verving van 13 november 1951 tot 5 mei 1952 de overleden Léon Matagne. Léon Matagne was ondervoorzitter tot aan zijn dood op 17 augustus 1951. |
| Marceau Remson                  | BSP-PSB | Rechtstreeks gekozen senator | Charleroi-Thuin                             | -               | Vervangt vanaf 22 juni 1950 Edmond Yernaux, die provinciaal senator wordt. |
| Robert Duterne                  | BSP-PSB | Rechtstreeks gekozen senator | Charleroi-Thuin                             | -               | |
| Henri Glineur                   | KPB-PCB | Rechtstreeks gekozen senator | Charleroi-Thuin                             | -               | Voorzitter van de KPB-PCB-fractie. |
| Jean Duvieusart                 | CVP-PSC | Rechtstreeks gekozen senator | Charleroi-Thuin                             | -               | |
| Charles Derbaix                 | CVP-PSC | Rechtstreeks gekozen senator | Charleroi-Thuin                             | -               | |
| René George                     | LP      | Rechtstreeks gekozen senator | Charleroi-Thuin                             | -               | |
| Léon-Eli Troclet                | BSP-PSB | Rechtstreeks gekozen senator | Luik                                        | -               | Voorzitter van de commissie Arbeid en Sociale Voorzorg. |
| Jean Allard                     | BSP-PSB | Rechtstreeks gekozen senator | Luik                                        | -               | |
| Charles Van Belle               | BSP-PSB | Rechtstreeks gekozen senator | Luik                                        | -               | Quaestor tot 13 november 1951, ondervoorzitter vanaf 13 november 1951 en voorzitter van de commissie Openbare Werken. |
| Arnold Boulanger                | KPB-PCB | Rechtstreeks gekozen senator | Luik                                        | -               | |
| Henri Moreau de Melen           | CVP-PSC | Rechtstreeks gekozen senator | Luik                                        | -               | |
| José Nihoul                     | CVP-PSC | Rechtstreeks gekozen senator | Luik                                        | -               | Vervangt vanaf 19 april 1951 Georges Hody, die wegens gezondheidsredenen ontslag neemt. Hody zelf verving van 17 januari tot 18 april 1951 de overleden Cassian Lohest.                                                                                      |
| Auguste Buisseret               | LP      | Rechtstreeks gekozen senator | Luik                                        | -               | |
| Maurice Delmotte                | BSP-PSB | Rechtstreeks gekozen senator | Hoei-Borgworm                               | -               | |
| Hubert Lapaille                 | BSP-PSB | Rechtstreeks gekozen senator | Hoei-Borgworm                               | -               | |
| Hubert Vandermeulen             | BSP-PSB | Rechtstreeks gekozen senator | Verviers                                    | -               | |
| Louis Zurstrassen               | CVP-PSC | Rechtstreeks gekozen senator | Verviers                                    | -               | |
| Arnold Godin                    | CVP-PSC | Rechtstreeks gekozen senator | Verviers                                    | -               | |
| Raoul Vreven                    | LP      | Rechtstreeks gekozen senator | Hasselt-Tongeren-Maaseik                    | -               | Verkozen op een kartellijst van LP en BSP-PSB. |
| Andries Mondelaers              | CVP-PSC | Rechtstreeks gekozen senator | Hasselt-Tongeren-Maaseik                    | -               | |
| Etienne Jacobs                  | CVP-PSC | Rechtstreeks gekozen senator | Hasselt-Tongeren-Maaseik                    | -               | |
| Abdon Demarneffe                | CVP-PSC | Rechtstreeks gekozen senator | Hasselt-Tongeren-Maaseik                    | -               | |
| Jacques De Vocht                | CVP-PSC | Rechtstreeks gekozen senator | Hasselt-Tongeren-Maaseik                    | -               | |
| Germain Gilson                  | LP      | Rechtstreeks gekozen senator | Aarlen-Marche-Bastenaken-Neufchâteau-Virton | -               | Vervangt vanaf 25 februari 1953 Jules Massonnet, die voltijds burgemeester van Aarlen wordt. Massonnet was secretaris tot 23 februari 1953 en werd verkozen op een kartellijst van LP en de BSP-PSB.                                                         |
| Arsène Gribomont                | CVP-PSC | Rechtstreeks gekozen senator | Aarlen-Marche-Bastenaken-Neufchâteau-Virton | -               | |
| Pierre Nothomb                  | CVP-PSC | Rechtstreeks gekozen senator | Aarlen-Marche-Bastenaken-Neufchâteau-Virton | -               | |
| Arthur Lacroix                  | BSP-PSB | Rechtstreeks gekozen senator | Namen-Dinant-Philippeville                  | -               | Vervangt vanaf 22 juni 1950 Fernand Ledoux, die provinciaal senator wordt. |
| Marcel Meunier                  | BSP-PSB | Rechtstreeks gekozen senator | Namen-Dinant-Philippeville                  | -               | |
| Simonne Gerbehaye               | CVP-PSC | Rechtstreeks gekozen senator | Namen-Dinant-Philippeville                  | -               | Voerde de familienaam van haar overleden echtgenoot Lehouck en is onder die naam terug te vinden in de verslagen. |
| Louis Huart                     | CVP-PSC | Rechtstreeks gekozen senator | Namen-Dinant-Philippeville                  | -               | |
| Charles d'Aspremont Lynden      | CVP-PSC | Rechtstreeks gekozen senator | Namen-Dinant-Philippeville                  | -               | |
| Victor Leemans                  | CVP-PSC | Provinciaal senator          | -                                           | Antwerpen       | |
| Frans Van Loenhout              | CVP-PSC | Provinciaal senator          | -                                           | Antwerpen       | |
| Cyrille Neefs                   | CVP-PSC | Provinciaal senator          | -                                           | Antwerpen       | |
| Antonia Lambotte-Pauli          | CVP-PSC | Provinciaal senator          | -                                           | Antwerpen       | |
| Jan Laurens                     | BSP-PSB | Provinciaal senator          | -                                           | Antwerpen       | |
| Victor De Bruyne                | BSP-PSB | Provinciaal senator          | -                                           | Antwerpen       | |
| Petrus Francen                  | BSP-PSB | Provinciaal senator          | -                                           | Brabant         | |
| Georges Mazereel                | BSP-PSB | Provinciaal senator          | -                                           | Brabant         | |
| Louis Briot                     | BSP-PSB | Provinciaal senator          | -                                           | Brabant         | |
| Jozef Gilis                     | BSP-PSB | Provinciaal senator          | -                                           | Brabant         | |
| Pierre De Smet                  | CVP-PSC | Provinciaal senator          | -                                           | Brabant         | Vanaf 11 november 1952 voorzitter van de commissie Financiën. |
| Robert Houben                   | CVP-PSC | Provinciaal senator          | -                                           | Brabant         | Vervangt vanaf 25 november 1952 Cyrille Van Overbergh, die om gezondheidsredenen ontslag neemt. Van Overbergh was tot 11 november 1952 voorzitter van de commissie Financiën.                                                                                |
| Albertus Bouweraerts            | CVP-PSC | Provinciaal senator          | -                                           | Brabant         | Voorzitter van de commissie Openbaar Onderwijs. |
| Paul Estienne                   | CVP-PSC | Provinciaal senator          | -                                           | Brabant         | |
| Roger Motz                      | LP      | Provinciaal senator          | -                                           | Brabant         | |
| Jacques Van Buggenhout          | CVP-PSC | Provinciaal senator          | -                                           | West-Vlaanderen | Quaestor. |
| Georges Feryn                   | CVP-PSC | Provinciaal senator          | -                                           | West-Vlaanderen | |
| Maurice Devriendt               | CVP-PSC | Provinciaal senator          | -                                           | West-Vlaanderen | |
| Joseph Baert                    | CVP-PSC | Provinciaal senator          | -                                           | West-Vlaanderen | |
| Edgard Missiaen                 | BSP-PSB | Provinciaal senator          | -                                           | West-Vlaanderen | Quaestor vanaf 13 november 1951. |
| Maurice Orban                   | CVP-PSC | Provinciaal senator          | -                                           | Oost-Vlaanderen | |
| Léonce Lagae                    | CVP-PSC | Provinciaal senator          | -                                           | Oost-Vlaanderen | |
| Octave Van den Storme           | CVP-PSC | Provinciaal senator          | -                                           | Oost-Vlaanderen | |
| Gustaaf Gabriël                 | CVP-PSC | Provinciaal senator          | -                                           | Oost-Vlaanderen | |
| Julien Versieren                | BSP-PSB | Provinciaal senator          | -                                           | Oost-Vlaanderen | |
| Alfons Goossens                 | BSP-PSB | Provinciaal senator          | -                                           | Oost-Vlaanderen | |
| Louis Desmet                    | BSP-PSB | Provinciaal senator          | -                                           | Henegouwen      | |
| Edmond Yernaux                  | BSP-PSB | Provinciaal senator          | -                                           | Henegouwen      | |
| Alexandre Spreutel              | BSP-PSB | Provinciaal senator          | -                                           | Henegouwen      | |
| Jean Van Laerhoven              | BSP-PSB | Provinciaal senator          | -                                           | Henegouwen      | |
| Jean Vinois                     | LP      | Provinciaal senator          | -                                           | Henegouwen      | |
| René de Dorlodot                | CVP-PSC | Provinciaal senator          | -                                           | Henegouwen      | |
| Joseph Meurice                  | CVP-PSC | Provinciaal senator          | -                                           | Luik            | |
| Louis Streel                    | CVP-PSC | Provinciaal senator          | -                                           | Luik            | |
| Hubert Rassart                  | BSP-PSB | Provinciaal senator          | -                                           | Luik            | |
| Henri Pontus                    | BSP-PSB | Provinciaal senator          | -                                           | Luik            | |
| Hubert Beulers                  | BSP-PSB | Provinciaal senator          | -                                           | Luik            | |
| Joseph Custers                  | CVP-PSC | Provinciaal senator          | -                                           | Limburg         | |
| Hubert Leynen                   | CVP-PSC | Provinciaal senator          | -                                           | Limburg         | |
| Alfred Slegten                  | CVP-PSC | Provinciaal senator          | -                                           | Limburg         | |
| Ernest Adam                     | CVP-PSC | Provinciaal senator          | -                                           | Luxemburg       | |
| Arsène Uselding                 | CVP-PSC | Provinciaal senator          | -                                           | Luxemburg       | |
| Emmanuel Jadot                  | LP      | Provinciaal senator          | -                                           | Luxemburg       | |
| Maurice Servais                 | CVP-PSC | Provinciaal senator          | -                                           | Namen           | |
| Fernand Ledoux                  | BSP-PSB | Provinciaal senator          | -                                           | Namen           | |
| Emile Coulonvaux                | LP      | Provinciaal senator          | -                                           | Namen           | Voorzitter van de LP-fractie. |
| Robert Gillon                   | LP      | Gecoöpteerd senator          | -                                           | -               | |
| Gustaaf De Stobbeleir           | LP      | Gecoöpteerd senator          | -                                           | -               | |
| Georgette Ciselet               | LP      | Gecoöpteerd senator          | -                                           | -               | Secretaris vanaf 25 februari 1953. |
| Jean Chot                       | BSP-PSB | Gecoöpteerd senator          | -                                           | -               | |
| Marie Janson                    | BSP-PSB | Gecoöpteerd senator          | -                                           | -               | |
| Jean Rolland                    | BSP-PSB | Gecoöpteerd senator          | -                                           | -               | |
| Odilon Knops                    | BSP-PSB | Gecoöpteerd senator          | -                                           | -               | |
| Fernand Dehousse                | BSP-PSB | Gecoöpteerd senator          | -                                           | -               | |
| Henri Rolin                     | BSP-PSB | Gecoöpteerd senator          | -                                           | -               | Voorzitter van de BSP-PSB-fractie en voorzitter van de commissie Justitie. |
| Adolf Molter                    | BSP-PSB | Gecoöpteerd senator          | -                                           | -               | Vervangt vanaf 25 november 1952 Paul De Groote, die voorzitter van de Vrije Universiteit Brussel wordt. |
| August De Block                 | BSP-PSB | Gecoöpteerd senator          | -                                           | -               | |
| Jean Van Houtte                 | CVP-PSC | Gecoöpteerd senator          | -                                           | -               | |
| Arthur Mulier                   | CVP-PSC | Gecoöpteerd senator          | -                                           | -               | |
| Joseph Hanquet                  | CVP-PSC | Gecoöpteerd senator          | -                                           | -               | Secretaris. |
| Gerard Gustaaf Philips          | CVP-PSC | Gecoöpteerd senator          | -                                           | -               | Vervangt vanaf 3 juni 1953 Pieter-Jan Broekx, die om gezondheidsredenen ontslag neemt. |
| Jeanne Driessen                 | CVP-PSC | Gecoöpteerd senator          | -                                           | -               | |
| Maria Baers                     | CVP-PSC | Gecoöpteerd senator          | -                                           | -               | Secretaris en voorzitter van de commissie Volksgezondheid en Gezin. |
| Charles Petit                   | CVP-PSC | Gecoöpteerd senator          | -                                           | -               | |
| Joseph Pholien                  | CVP-PSC | Gecoöpteerd senator          | -                                           | -               | |
| Paul-Willem Segers              | CVP-PSC | Gecoöpteerd senator          | -                                           | -               | |
| Léon Servais                    | CVP-PSC | Gecoöpteerd senator          | -                                           | -               | |
| Paul van Zeeland                | CVP-PSC | Gecoöpteerd senator          | -                                           | -               | |
| Edgard De Bruyne                | CVP-PSC | Gecoöpteerd senator          | -                                           | -               | Voorzitter van de CVP-PSC-fractie vanaf 27 juni 1950 en voorzitter van de commissie Koloniën. |

## Commissies
Op 1 maart 1951 werd een parlementaire onderzoekscommissie opgericht over de activiteiten van de dienst van het Sequester.